# Insigne voor Scherpschutters
Het insigne voor scherpschutters (Duits: Scharfschützenabzeichen) werd op 20 augustus 1944 door Adolf Hitler ingesteld. Op 14 december 1944 stelde het Oberkommando der Wehrmacht (OKW) het insigne ook beschikbaar voor alle andere Wehrmachtsonderdelen.

## Het uiterlijk
Het insigne was gemaakt van een groenachtige-grijze stof, ovaal van vorm en geborduurd. Er stond een afgebeeld op van een naar rechts gedraaid zwart adelaarshoofd met witte veren, en okergele ogen en gesloten snavel. Het adelaarslichaam was afgedekt met drie eikenbladeren en een links geplaatste eikel. De randen van het insigne waren genaaid, met de door de klasse bepaalde koord, zilver (2e klasse) en goud (3e klasse).

## Kwalificatie voor de toekenning[2]
De onderscheiding werd toegekend aan degenen van wie elke gedode vijand succesvol werd geregistreerd op de speciale scherpschutterslijst van de eenheid, met bevestiging door een getuige. 

## Klasse[2][3][6]
Het insigne werd in drie klasse toegekend:
- 1e Klasse voor ten minste 20 vijanden gedood
- 2e Klasse voor ten minste 40 vijanden gedood
- 3e Klasse voor ten minste 60 vijanden gedood

## Toekenning van een onderscheiding[1][7]
- voor ten minste 10 vijanden gedood; voordracht voor het IJzeren Kruis 1939, 2e Klasse, vermelding in de dagorder van de divisie en 7 dagen speciaal verlof.
- voor ten minste 20 vijanden gedood; insigne 3e Klasse
- voor ten minste 30 vijanden gedood; vermelding in de dagorder van het korps en 14 dagen speciaal verlof. Lumsden vermeldt: voordracht voor het IJzeren Kruis 1939, 1e Klasse[7]
- voor ten minste 40 vijanden gedood; insigne 2e Klasse (zilver)
- voor ten minste 50 vijanden gedood; voordracht voor het IJzeren Kruis 1939, 1e Klasse, vermelding in het Wehrmachtsbericht en 20 dagen speciaal verlof. Lumsden vermeldt: voordracht voor het Erebladgesp[7]
- voor ten minste 60 vijanden gedood; insigne 1e Klasse (goud)
- voor ten minste 75 vijanden gedood; Lumsden vermeldt: voordracht voor het Duitse Kruis in goud[7]
- voor ten minste 100 vijanden gedood; voordracht voor het Duitse Kruis in goud, Lumsden vermeldt: voordracht voor het Ridderkruis van het IJzeren Kruis[7]
- voor ten minste 200 vijanden gedood; voordracht voor het Ridderkruis van het IJzeren Kruis[8]

## Draagwijze
De hoogste klasse van het insigne werd gedragen op de onderarm van de mouw van het uniform.

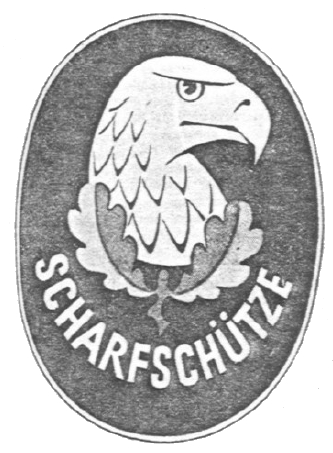
Het eerste model van insigne, deze versie werd niet geïntroduceerd.

## Bijzonderheid
Begin 1945, vaardigde het OKW een voorschrift uit, waarin een scherpschutter voor zijn gevangenname het insigne moest verwijderen, omdat de Russische troepen iedere gevangengenomen scherpschutter onmiddellijk doodschoten.

## Ontvangers van de insigne
- Josef Allerberger (3e Klasse)
- Matthäus Hetzenauer (3e Klasse)
- Bruno Sutkus (3e Klasse)

## Triviaal[8]
Van de 50.000 opgeleide scherpschutters sneuvelde ongeveer de helft. De verliezen onder de Duitse onderzeeboten waren vergelijkbaar in aantallen.

## Na de Tweede Wereldoorlog
Het insigne is van een hakenkruis voorzien. Dat betekent dat het verzamelen, tentoonstellen en verhandelen van deze onderscheidingen in Duitsland aan strenge wettelijke regels is onderworpen. Op 26 juli 1957 vaardigde de Bondsrepubliek Duitsland een wet uit waarin het dragen van onderscheidingen met daarop hakenkruizen of de runen van de SS werd verboden. In de gedenazificeerde uitvoering mogen de badges wel worden gedragen.